# Silvano Mulas
Silvano Mulas detto Voglia (Dorgali, 23 marzo 1984) è un fantino italiano.

## Carriera
Mulas esordisce nelle corse in ippodromo il 23 febbraio 2001 a Pisa, ottenendo la prima vittoria il 15 marzo. Nel 2001 colleziona in totale 31 vittorie. L'anno seguente viene premiato come miglior allievo fantino italiano grazie alle sue 60 vittorie; il premio viene bissato nel 2003, anno nel quale conquista 99 successi (tra i quali il Criterium Labronico).
Nel 2004 Mulas ottiene 81 vittorie; nel biennio successivo la sequenza continua, con oltre 200 successi, tra i quali il Premio Mario Incisa.
A partire dal 2007 sceglie di dedicarsi anche al mondo delle corse a pelo, disputando alcune prove a Legnano con il soprannome Angelo Civitate. In settembre debutta al Palio di Asti per il Comune di Canelli, cadendo però al primo giro della batteria eliminatoria. Nel maggio 2008 si aggiudica il Palio di Fucecchio, all'esordio.
Nel frattempo continua a vincere negli ippodromi, centrando il successo nella 125.ma edizione del Derby italiano di galoppo (11 maggio 2008).
In luglio esordisce in Piazza del Campo  a Siena, non partecipando al Palio ma prendendo parte alla seconda prova (per l'Istrice). Il primo Palio lo corre un anno dopo per i colori dell'Onda, ed in quell'occasione viene battezzato con il soprannome Voglia.
Il 31 maggio 2009 vince il Palio di Legnano, anche in questo caso all'esordio, vestendo la giubba rossoblu della Contrada Flora. Passa senza problemi la batteria e va in finale con Massimo Coghe (San Martino), Valter Pusceddu (Legnarello) ed Andrea Mari (San Domenico). Nonostante sia il meno blasonato tra i fantini (gli altri tre vantano numerose presenze in palii come Siena) il Mulas riesce ad imporsi, complice anche l'infortunio (clavicola rotta) di Andrea Mari alla partenza.

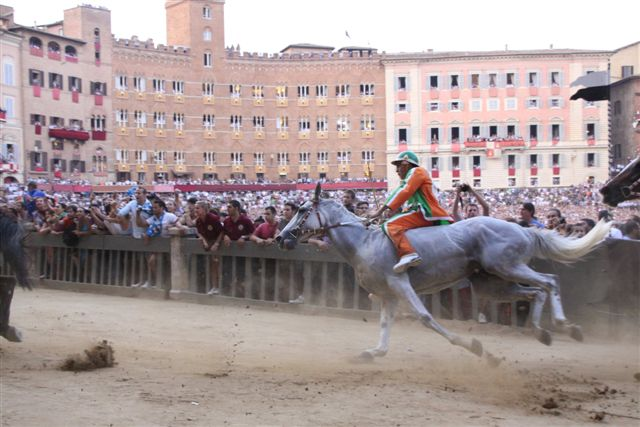
Voglia su Fedora Saura il 2 luglio 2010.

Il 2 luglio 2010 torna sul tufo senese e trionfa in Piazza del Campo per la Contrada della Selva, sul cavallo Fedora Saura. Partito dietro all'Onda (Jonatan Bartoletti detto Scompiglio su Giove Deus) ed al Leocorno (Giuseppe Zedde detto Gingillo su Giostreddu), Voglia completa la sua rimonta all'inizio del terzo giro, dopo uno scontro a colpi di nerbate con Scompiglio; passato in testa, resiste all'attacco del Nicchio, favorito con l'accoppiata formata da Trecciolino ed Istriceddu, e conquista la sua prima vittoria al Palio di Siena. Il 16 agosto monta nuovamente Fedora Saura, questa volta con i colori della Contrada di Valdimontone, senza però riuscire a vincere.
Nel 2011, dopo aver scontato una squalifica per il Palio di luglio, corre a Siena il 16 agosto con il giubbetto della Contrada Sovrana dell'Istrice, che gli affida il cavallo Marrocula. Realizza una corsa incolore. Resta infatti sempre nelle ultime posizioni e cade alla terza curva di San Martino.
Il 29 maggio 2012 vince nuovamente al Palio di Legnano, questa volta con i colori della Contrada Sant'Ambrogio e con il cavallo Deo Volente. Il 17 giugno dello stesso anno si impone per la prima volta al Palio dei Rioni di Castiglion Fiorentino, vincendo per Porta Fiorentina su Melissa Bella. Il 2 luglio, a Siena, veste nuovamente il giubbetto della Selva, montando Indianos. L'accoppiata selvaiola rimane sempre nelle ultime posizioni. Ad agosto corre invece per la Contrada della Pantera con Gammede ma, dopo una buona partenza, cade alla prima curva di San Martino. Il 18 agosto 2012, al primo tentativo, vince il Palio di Piancastagnaio per la Contrada di Voltaia con il cavallo Pippo, successo che ripete nel 2014 sempre con la Contrada di Voltaia, questa volta con il cavallo Jake sorpassando la Contrada rivale Coro all'ultima curva.

## Presenze al Palio di Siena

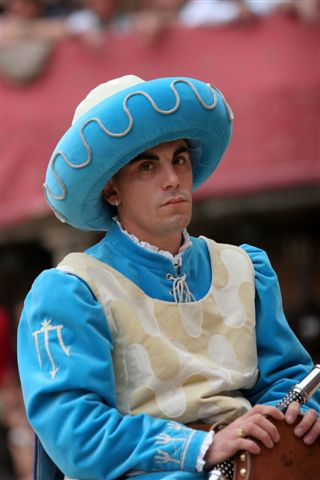
Voglia con i colori dell'Onda

Le vittorie sono evidenziate ed indicate in neretto.
| Palio          | Contrada     | Cavallo      | Note   |
| -------------- | ------------ | ------------ | ------ |
| 2 luglio 2009  | Onda         | Insomma      |        |
| 16 agosto 2009 | Onda         | Guadalupe    |        |
| 2 luglio 2010  | Selva        | Fedora Saura |        |
| 16 agosto 2010 | Valdimontone | Fedora Saura |        |
| 16 agosto 2011 | Istrice      | Marrocula    | scosso |
| 2 luglio 2012  | Selva        | Indianos     |        |
| 16 agosto 2012 | Pantera      | Gammede      | scosso |
| 2 luglio 2013  | Pantera      | Pestifero    | scosso |
| 16 agosto 2013 | Chiocciola   | Phalena      |        |
| 2 luglio 2014  | Onda         | Osvaldo      |        |

## Presenze agli altri Palii

### Palio di Legnano

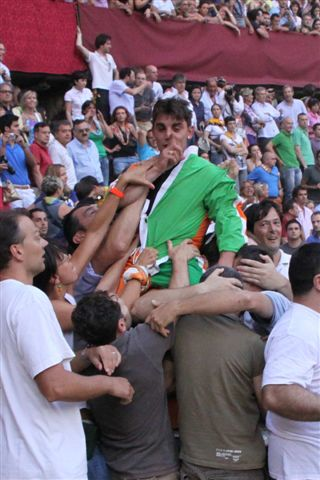
Voglia festeggiato dai selvaioli.

| Palio | Contrada      | Cavallo     | Piazzamento           |
| ----- | ------------- | ----------- | --------------------- |
| 2009  | La Flora      | Zanzuela    | Vittoria              |
| 2010  | Sant'Ambrogio | Zanzuela    | Finale                |
| 2011  | Sant'Ambrogio | Giorgina    | Finale                |
| 2012  | Sant'Ambrogio | Deo Volente | Vittoria              |
| 2013  | Legnarello    | Deo Volente | Finale                |
| 2014  | Legnarello    | Deo Volente | Finale                |
| 2019  | San Martino   | Cleto       | Eliminato in batteria |
| 2023  | San Domenico  | Odi et Amo  | Eliminato in batteria |
| 2024  | San Domenico  | Pedro       | Eliminato in batteria |

### Palio di Asti
| Palio | Rione, Borgo, Comune           | Cavallo               | Piazzamento                                  |
| ----- | ------------------------------ | --------------------- | -------------------------------------------- |
| 2007  | Comune di Canelli              | Il Pizzaiolo (scosso) | Eliminato in batteria                        |
| 2008  | Borgo Tanaro Trincere Torrazzo | Doctor Bar (scosso)   | Eliminato in batteria                        |
| 2009  | Rione San Martino San Rocco    | Bella Tipa            | Eliminato in batteria                        |
| 2010  | Rione San Martino San Rocco    | L'originale           | Eliminato in batteria                        |
| 2011  | Rione San Secondo              | Centocinquanta        | Eliminato in batteria                        |
| 2012  | Rione San Secondo              | Il cavaliere nero     | 7º posto                                     |
| 2013  | Rione San Secondo              |                       | 2º posto (la borsa con le monete)            |
| 2014  | Rione Cattedrale               |                       | Eliminato in batteria                        |
| 2015  | Rione Cattedrale               | Black Eagle           | 4° (Il gallo)                                |
| 2019  | Borgo Torretta                 | Tiepolo               | 8° (conquista la finale ma non vi partecipa) |

| 2022 | Borgo Torretta | Ballatisola | Eliminato in batteria |

| 2023 | Borgo Torretta | Bonmarche | Eliminato in batteria |

| 2024 | [[Cattedrale\| Rione Cattedrale]] | Borghesia | Eliminato in batteria |

### Palio dell'Assunta (Fermo)
| Palio | Contrada           | Cavallo  | Piazzamento |
| ----- | ------------------ | -------- | ----------- |
| 2015  | Contrada Capodarco | Il Nonno | 1°          |

### Palio di Castiglion Fiorentino
| Palio | Terziere         | Cavallo       | Piazzamento |
| ----- | ---------------- | ------------- | ----------- |
| 2012  | Porta Fiorentina | Melissa Bella | 1°          |

### Palio di Fucecchio
| Palio | Contrada       | Cavallo       | Piazzamento           |
| ----- | -------------- | ------------- | --------------------- |
| 2008  | Porta Bernarda | Igor de Mores | 1°                    |
| 2009  | Porta Bernarda | Lumiers       | 7°                    |
| 2010  | Porta Bernarda | Novanta       | 7°                    |
| 2012  | Porta Bernarda | Intiveddau    | 8°                    |
| 2013  | Porta Bernarda | Orafo         | 4°                    |
| 2024  | Porta Bernarda | Ceccomitocca  | Eliminato in batteria |

## Vittorie
| Anno | Vittorie     |
| ---- | ------------ |
| 2010 | 11 vittorie  |
| 2009 | 24 vittorie  |
| 2008 | 27 vittorie  |
| 2007 | 67 vittorie  |
| 2006 | 104 vittorie |
| 2005 | 124 vittorie |
| 2004 | 81 vittorie  |
| 2003 | 99 vittorie  |
| 2002 | 60 vittorie  |
| 2001 | 31 vittorie  |

## Riepilogo vittorie
- Palio di Siena: 1 vittoria (2010)
- Palio di Fucecchio: 1 vittoria (2008)
- Palio di Legnano: 2 vittorie (2009, 2012),     provaccia: 1 vittoria (2025)
- Palio di Castiglion Fiorentino: 1 vittoria (2012)
- Palio di Piancastagnaio: 3 vittorie (2012, 2014, 2025)
- Palio di Buti: 1 vittoria (2014)
- Palio di Bientina: 1 vittoria (2025)